# Ouled Tayeb
Ouled Tayeb (en arabe : اولاد الطيب) est une ville du Maroc. Elle est située dans la région de Fès-Meknès.

### Sources
- (en) Ouled Tayeb sur le site de Falling Rain Genomics, Inc.